# Kvastmossor
Kvastmossor (Dicranum) är ett släkte av mossor som tillhör divisionen bladmossor. 
Kvastmossor inkluderar cirka 140 arter, varav 25 i Sverige, som ibland kan vara svåra att skilja åt. Många är medelstora och har karaktäristiska långa avsmalnande blad som är böjda åt samma håll, vilket ger intrycket av en gammal kvast, därav namnet. Stor kvastmossa (Dicranum majus), som förekommer i hela Norden, är ett typiskt exempel, eftersom dess blad är längre än hos någon av de andra arterna. Dock är kvastmossa (Dicranum scoparium) den vanligaste arten och finns i såväl skogsmark som hedmark.
Kvastmossorna växer ofta i skuggig miljö och då främst i barrskog där den täcker stora ytor. Men arterna är inte alltid låsta till den miljön, utan en del kan växa i mycket varierande omgivningar, medan andra är specialiserade till t.ex. kalkmark.

## Arter
De 25 svenska arterna inom släktet kvastmossor i Sverige. 
- Arktisk kvastmossa (Dicranum laevidens)
- Barkkvastmossa (Dicranum viride)
- Bergkvastmossa (Dicranum fuscescens)
- Flagellkvastmossa (Dicranum flagellare)
- Fjällkvastmossa (Dicranum groenleandicum)
- Frösökvastmossa (Dicranum muehlenbeckii)
- Gräskvastmossa (Dicranum angustum)
- Hällkvastmossa (Dicranum spurium)
- Kalkkvastmossa (Dicranum brevifolium)
- Kustkvastmossa (Dicranum scottianum)
- Kvastmossa (Dicranum scoparium)
- Kärrkvastmossa (Dicranum bonjeanii)
- Luggkvastmossa (Dicranum acutifolium)
- Myrkvastmossa (Dicranum bergeri)
- Nålkvastmossa (Dicranum tauricum)
- Rörkvastmossa (Dicranum spadiceum)
- Skogskvastmossa (Dicranum flexicaue)
- Skottkvastmossa (Dicranum leioneuron)
- Skör kvastmossa (Dicranum fragilifolium)
- Stor kvastmossa (Dicranum majus)
- Stubbkvastmossa (Dicranum montanum)
- Sydkvastmossa (Dicranum fulvum)
- Taigakvastmossa (Dicranum drummondii)
- Tät kvastmossa (Dicranum elongatum)
- Vågig kvastmossa (Dicranum polysetum)